# Edgar Kalthoff
Edgar Kalthoff (* 24. Juni 1930; † 29. Dezember 2002) war ein deutscher Historiker, Autor und Herausgeber.

## Leben
Kalthoff studierte in der Zeit nach dem Zweiten Weltkrieg an der Georg-August-Universität Göttingen. Dort promovierte er 1955 an der Philosophischen Fakultät mit einer Dissertation zum Thema Die englischen Könige des Hauses Hannover im Urteil der britischen Geschichtsschreibung.
Im Auftrag der Historischen Kommission für Niedersachsen und Bremen war er ab Band 6 Herausgeber der Reihe Niedersächsische Lebensbilder mit Biographien niedersächsischer Persönlichkeiten.

## Schriften (Auswahl)
- Die englischen Könige des Hauses Hannover im Urteil der britischen Geschichtsschreibung, Dissertation an der Universität Göttingen, 1955.
- Edgar Kalthoff: Friedrich. In: Neue Deutsche Biographie (NDB). Band 5, Duncker & Humblot, Berlin 1961, ISBN 3-428-00186-9, S. 505 (Digitalisat).
- Edgar Kalthoff: Georg III.. In: Neue Deutsche Biographie (NDB). Band 6, Duncker & Humblot, Berlin 1964, ISBN 3-428-00187-7, S. 212 f. (Digitalisat).
- Edgar Kalthoff: Georg IV.. In: Neue Deutsche Biographie (NDB). Band 6, Duncker & Humblot, Berlin 1964, ISBN 3-428-00187-7, S. 213 f. (Digitalisat).
- Die Burg und Feste Calenberg. Versuch einer Rekonstruktion, in: Burgen und Schlösser. Zeitschrift für Burgenforschung und Denkmalpflege, 1978, ISSN 0007-6201.
- Edgar Kalthoff, Alheidis von Rohr (Verfasser), Heinrich Sievers (Mitarb.): Calenberg. Von der Burg zum Fürstentum. Herrschaft und Kultur in Zentralniedersachsen zwischen 1300 und 1700. Beiträge zur Ausstellung, Historisches Museum am Hohen Ufer, Hannover 1979.
- Geschichte des südniedersächsischen Fürstentums Göttingen und des Landes Göttingen im Fürstentum Calenberg. 1285–1584 ( = Schriftenreihe der Arbeitsgemeinschaft Südniedersächsischer Heimatfreunde e.V., Historisch-Naturwissenschaftliche Vereinigung. Bd. 6). Zander, Herzberg (Harz)-Pöhlde 1982, ISBN 978-3-923336-03-6 und ISBN 3-923336-03-9.
- Romantik in Niedersachsen. Rezension, in: Niedersächsisches Jahrbuch für Landesgeschichte, Bd. 60 (1988), Göttingen: Wallstein-Verlag 1930, ISSN 0078-0561, S. 384–385.
- Edgar Kalthoff: Langwerth von Simmern, Heinrich. In: Neue Deutsche Biographie (NDB). Band 13, Duncker & Humblot, Berlin 1982, ISBN 3-428-00194-X, S. 615 (Digitalisat).